# ファンダメンタル (ボニー・レイットのアルバム)
| 専門評論家によるレビュー           | 専門評論家によるレビュー |
| レビュー・スコア                   | レビュー・スコア         |
| 出典                               | 評価                     |
| ---------------------------------- | ------------------------ |
| オールミュージック                 | [ 1 ]                    |
| シカゴ・トリビューン               | [ 2 ]                    |
| エンターテインメント・ウィークリー | B                        |
| ロバート・クリストガウ             | A−                       |
| ローリング・ストーン               | [ 5 ]                    |

『ファンダメンタル』（原題：Fundamental）は1998年にリリースされたボニー・レイットの13枚目のアルバム。 

## トラックリスト
1. 「ファンダメンタル・シングス - The Fundamental Things」（デビッド・バトー、ジョン・コーディ、 ローレンス・クライン）– 3:45
2. 「愛をいやして - Cure for Love」（デビッド・イダルゴ、 ルイ・ペレス）– 4:11
3. 「ラウンド・アンド・ラウンド - Round & Round」（ウィリー・ディクソン、 J.B.ルノア）– 3:16
4. 「愛のようなもの - Spit of Love」（レイット）– 4:44
5. 「恋人達の願い - Lover's Will」（ジョン・ハイアット）– 4:30
6. 「空の青さに染まって - Blue for No Reason」（ポール・ブレイディ、レイット）– 4:13
7. 「心の隙間を埋めて - Meet Me Half Way」（ベス・ニールセン・チャップマン、レイット、アニー・ロボフ）– 4:16
8. 「アイム・オン・ユア・サイド - I'm on Your Side」（レイット）– 3:44
9. 「フィアレス・ラヴ - Fearless Love」（ディロン・オブライアン）– 4:06
10. 「アイ・ニード・ラヴ - I Need Love」（ジョーイ・スパミナート）– 2:41
11. 「手の届く場所に - One Belief Away」（ポール・ブレイディ、ディロン・オブライアン、レイット）– 4:37

## パーソネル
- ボニー・レイット – リードボーカル 、 スライドギター 、ホーンアレンジメント（1、5、11）、 キーボード （4、8）、 アコースティックギター （8）
- デビッド・イダルゴ – ギター 、 ベース （1、2、6-9）、バッキングボーカル（2）
- スティーブ・ドネリー – リズムギター 、バッキングボーカル（3）
- ジョーイ・スパンピナート – ベース（3、10）、バッキングボーカル（3、10）
- ミッチェル・フルーム –キーボード（1-5、7-11）、 Moogベース （4）、追加キーボード（6）、 アコーディオン （9）
- ピート・トーマス – ドラムス 、 パーカッション

ゲスト： 
- テリー・アダムス – キーボード（10）、バッキングボーカル（10）
- リック・ブラウン – トランペット （5）
- トニー・ブラウナゲル – タンバリン （5）
- テレンス・フォーサイス – バッキングボーカル（1）
- ハリー・ボーエンズ – バックボーカル（1）
- レネ・ゲイヤー – バッキングボーカル（4）
- マーティ・グレブ – テナーサックス （1）、 バリトンサックス （5）
- ジェームス・"ハッチ"・ハチンソン – ベース（5、11）
- ニック・レーン – トロンボーン （5）、 ユーフォニアム （5）
- ダレル・レナード – トランペット （1、11）
- ディロン・オブライアン – バッキング・ボーカル（9）
- ジミー・ロバーツ – サックス （5）
- マーク・シャーク – ハーモニーボーカル（11）
- ジョー・サブレット – テナーサックス（11）
- スコット・サーストン – キーボード（5）
- ジェフ・ヤング – ハーモニーボーカル（11）

## プロダクション
- プロデューサー – ボニー・レイット、 チャド・ブレイク 、 ミッチェル・フルーム
- Tchad Blakeによるレコーディングとミックス
- ホーム・スタジオ・エンジニア - トム・コーウィン
- アシスタント・エンジニア – S.ハスキー・ヘスカルズ
- Gateway Mastering（メイン州ポートランド）でボブ・ラドウィックがマスター。
- アート・ディレクションとデザイン – ノーマン・ムーア
- 写真 – ダナ・ティナン
- メイクアップ – ロビン・フレドリクス
- スタイリスト – ケイト・リンゼイ
- ツアー監視 –　ティム・ベネット
- マネージメント–ジェフリー・ハーシュ、ロン・ストーン、レナタ・カンクレルツ。

## チャート
アルバム - ビルボード （北米） 
| 年   | チャート      | ポジション |
| ---- | ------------- | ---------- |
| 1998 | ビルボード200 | 17         |

シングル -ビルボード（北米） 
| 年   | シングル           | チャート                 | ポジション |
| ---- | ------------------ | ------------------------ | ---------- |
| 1998 | 「手の届く場所に」 | アダルトコンテンポラリー | 15         |
| 1999 | 「恋人達の願い」   | アダルトコンテンポラリー | 23         |